# Просо волосовидне
Просо волокнисте, просо волосовидне (Panicum capillare) — вид рослин родини тонконогові.

## Будова
Трав'яниста рослина зі стеблом висотою 20-80 см. Має прямі та висхідні стебла, що виростають з одного вузла. Листки рослини лінійні, ланцетоподібні запушені з верхнього і нижнього боку. Язичок пластинчастий з бахромою. Суцвіття — розлога волоть довжиною 20-40 см, що складається з окремих черешкових колосків довжиною 2-2,5 мм. Насіння — плівчаста зернівка. Просо волосовидне має мичкувату кореневу систему.

## Життєвий цикл
Сходить у квітні — травні. Цвіте у червні — липні. Плодоносить у липні — вересні. Після засихання рослини волоть може повністю відламуватися і перетворитися на перекотиполе.

## Поширення та середовище існування
Зростає як бур'ян на полях степової зони України та зрідка в Лісостепу. Походить з гірських районів Монголії.

## Практичне використання
У китайській «Книзі пісень» вказується, що просо було перший злаком, який люди отримали від богів. Вважається найдавнішою культурою в Європі та Азії. Його залишки виявлено на розкопках кам'яної доби у Швейцарії.
Зерно збирають волотями, підсушують, а потім вимолочують. Воно придатне в їжу після шеретування на круподерні чи обшуговування в ступі. За смаком і якістю крупа з проса волосовидного майже не відрізняється від культурних сортів проса, тільки трохи дрібніша. На Кавказі та в Криму з дикого проса варили бузу — напій на дріжджах.

## Галерея

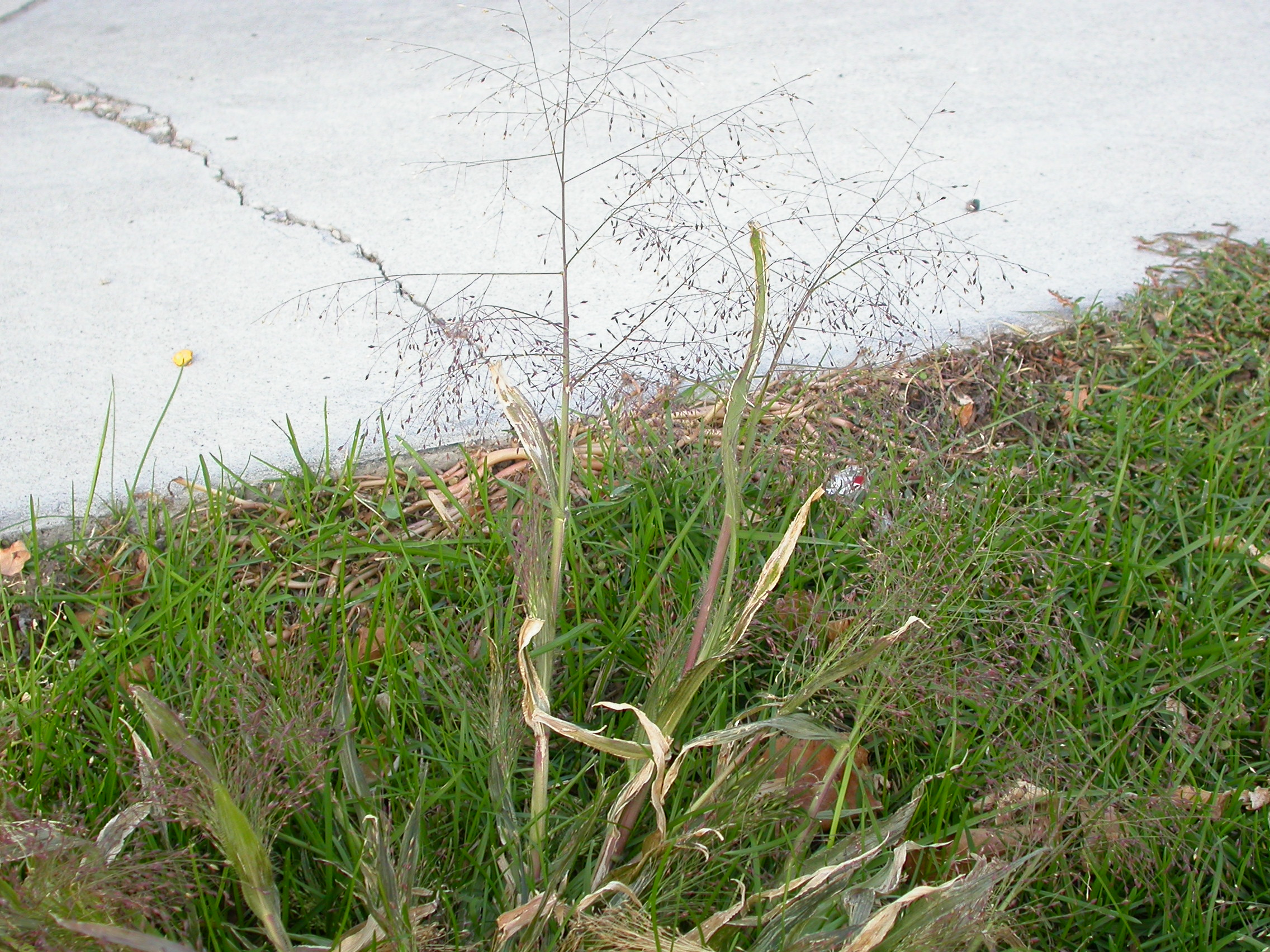
Волоть
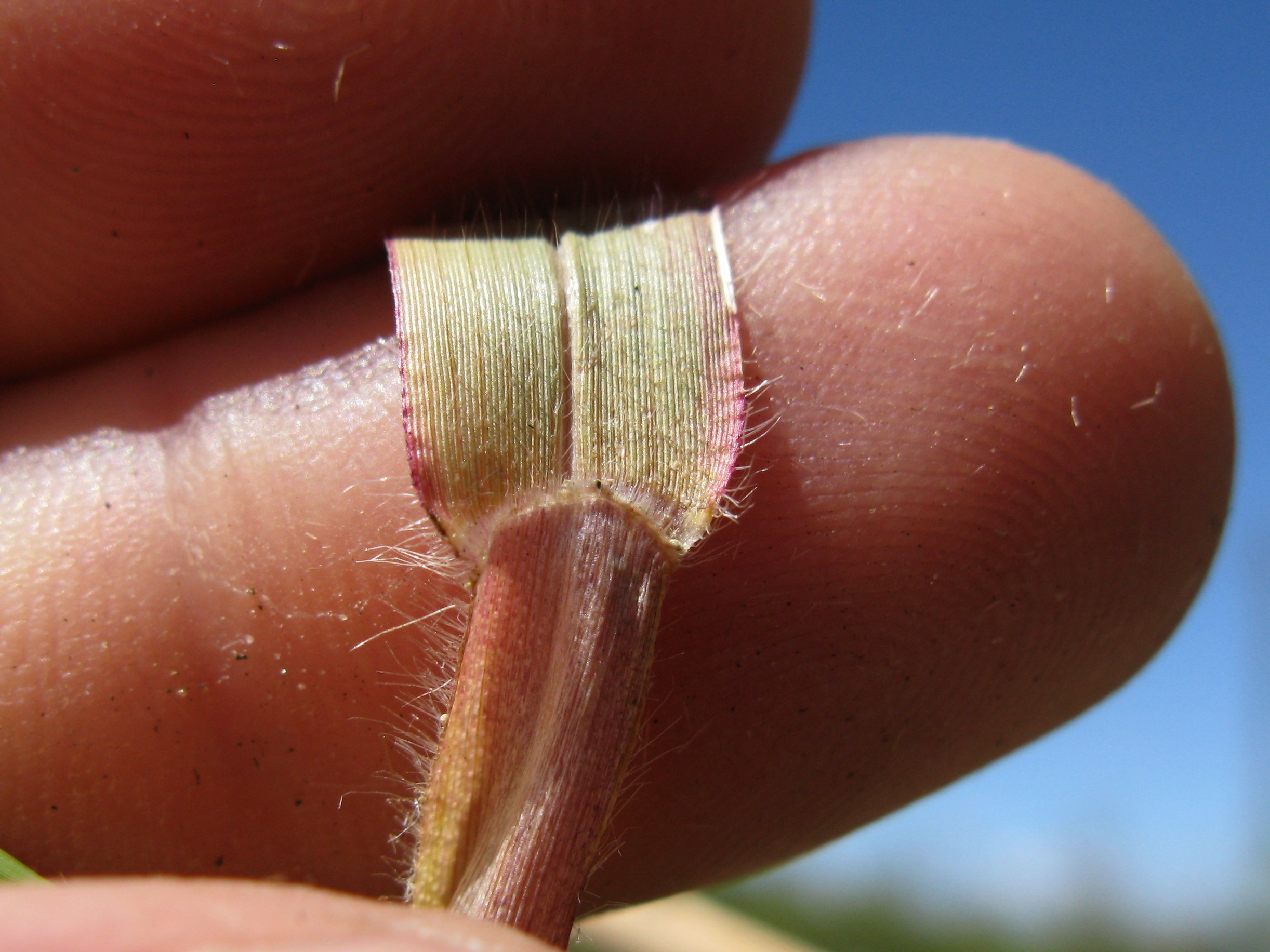
Язичок
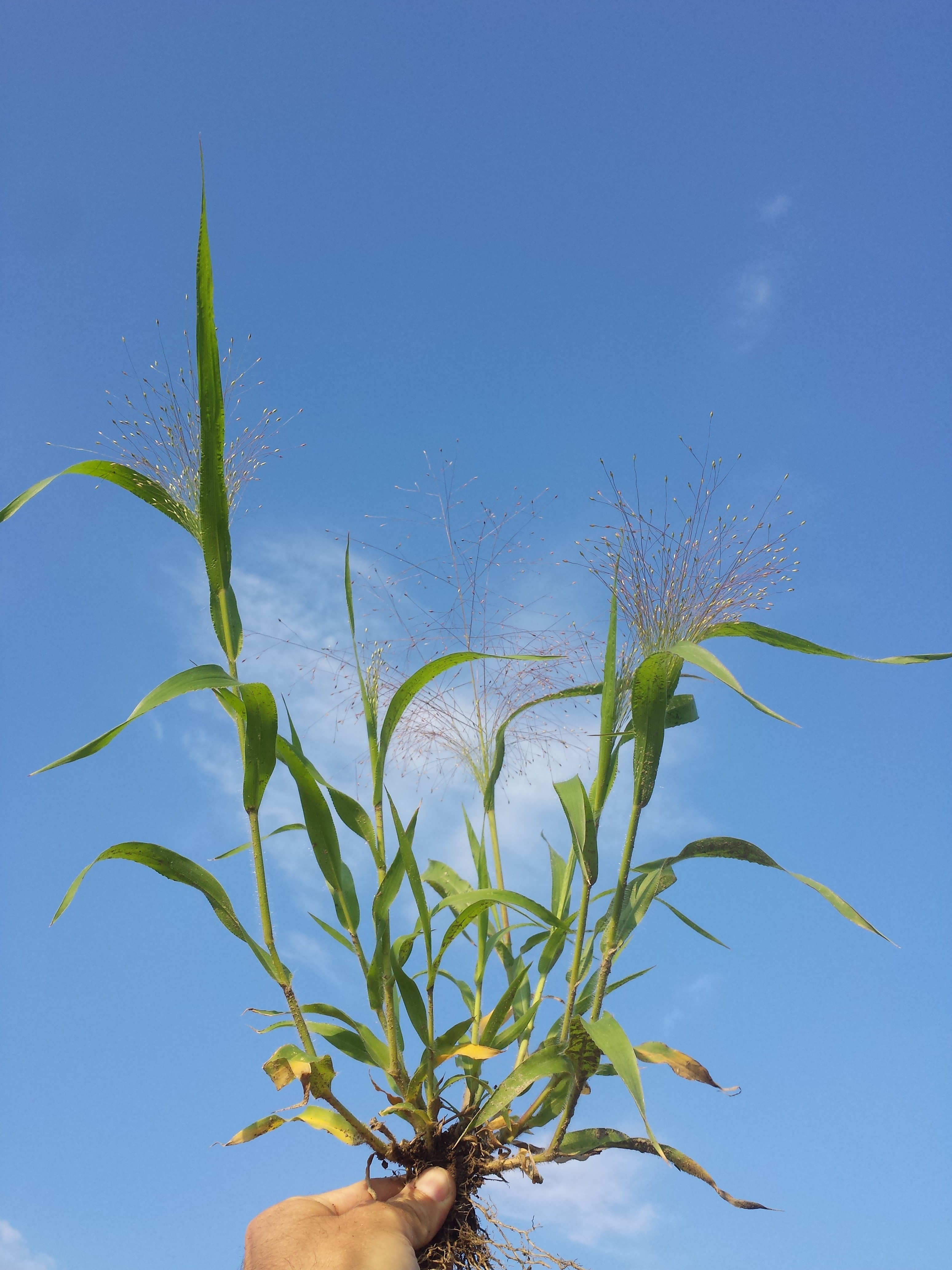
Рослина
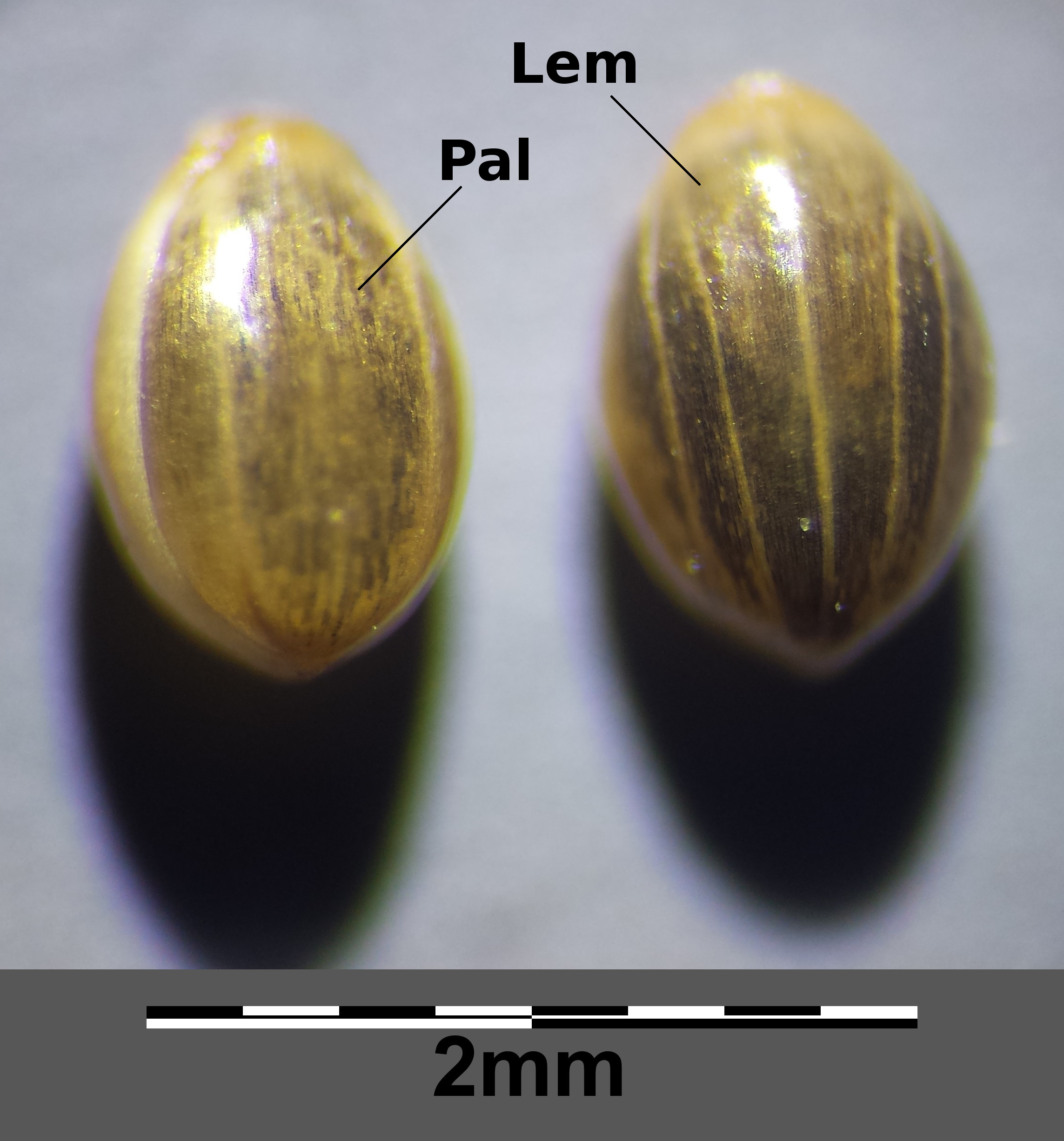
Насіння